# Стив Бакли
Стивен Џејмс Бакли (енгл. Stephen James Backley; Лондон; 12. фебруар 1969.) је енглески атлетичар који се такмичио у бацању копља. Раније је држао светски рекорд, са хицем од 91.46 метара из 1992. Освојио је четири златне медаље на Европским првенствима, три златне медаље на Играма Комонвелта, два сребра и бронзу на Олимпијским играма и две сребрне на Светским првенствима. Тренутно је повремени телевизијски коментатор са атлетских такмичења.

## Каријера

### Одрастање
Бакли се школовао у Бекслију у техничкој школи за дечаке. Био је члан атлетског клуба Кембриџ Харијерс са седиштем у југоисточном Лондону. Уписао се на Универзитет Лафборо у октобру 1988. на студије физичке културе. Иако је тамо завршио прву годину и остао студент до 2002. године, време које је посветио бацању копља спречило га је да заврши студије. Међутим, 16. децембра 2002. Универзитет Лафборо му је доделио титулу почасног доктора технологије (лат. honoris causa).
Беклијева прва значајна титула, освојена је 1987. када је бацио 75,14 метара и освојио титулу првака Европе за јуниоре. 1988. Бакли је освојио сребрну медаљу на Светском јуниорском првенству 1988. Те године је оборио и светски јуниорски рекорд.

### 1990–1993: Светски рекорди
У јулу 1990. Бакли је поставио светски рекорд од 89,58 метара у Стокхолму, у Шведској. Рекорд је потом поправио чешки бацач Јан Железни неколико недеља касније, али је Бакли тада повратио рекорд са 90,98 метара на митингу у Лондону, чиме је годину завршио као светски рекордер. Финац Сепо Рати је потом поправио рекорд 1991. године. Рекорди које су поставили Железни и Рати, као и Баклијево бацање од 90,98 метара, сви су направљени коришћењем нових 'Немет' копаља, међутим у августу 1991. ИААФ је ову врсту копаља прогласила нелегалном и сви рекорди постављени помоћу њих су ретроспективно избрисани. Као последица тога, светски рекорд се вратио на 89,58 метара, даљину коју је Бакли бацио 1990. Бакли је потом поставио још један светски рекорд од 91,46 м у јануару 1992. на Новом Зеланду, рекорд који је стајао до 1993. године, када га је надмашио Јан Железни.

### Олимпијске игре 2000. у Сиднеју
Бакли је на Олимпијсим играма освојио две сребрне и једну бронзану медаљу. У Сиднеју на Олимпијским играма 2000. Бакли је у финалу бацио нови олимпијски рекорд од 89,95 метара, али је у трећем покушају Јан Железни бацио даљину од 90,17 метара и тим резултатом победио. Сергеј Макаров је освојио бронзу.

### Крај каријере
У Баклијевој последњој години такмичења 2004., борио се да пронађе форму на Олимпијским играма 2004. у Атини. У финалу је хицем од 84,13 метара завршио на четвртом месту..

## Живот ван атлетике
Бакли је награђен Орденом Британске иперије на новогодишњој листи 1995. године, а затим и истим орденом 2003. године. Уврштен је у Кућу славних Игара младих у Лондону 2009.
2012. Бакли се придружио ББЦ-јевом коментаторском тиму за Олимпијске игре у Лондону, и од тада је за њих коментарисао током телевизијсих преноса са разних атлетских такмичења.
У августу 2014. Бакли је био једна од 200 јавних личности које су потписале писмо Гардијану у којем су изразили наду да ће Шкотска гласати да остане део Уједињеног Краљевства на септембарском Референдуму о независности Шкотске.

## Међународна такмичења
| Година                              | Такмичење                           | Место                                   | Позиција                            | Дисциплина                          | Резултат                            | Белешка                             |
| Представљајући Уједињено Краљевство | Представљајући Уједињено Краљевство | Представљајући Уједињено Краљевство     | Представљајући Уједињено Краљевство | Представљајући Уједињено Краљевство | Представљајући Уједињено Краљевство | Представљајући Уједињено Краљевство |
| ----------------------------------- | ----------------------------------- | --------------------------------------- | ----------------------------------- | ----------------------------------- | ----------------------------------- | ----------------------------------- |
| 1987                                | Европско првенство за јуниоре       | Бирмингем, Уједињено Краљевство         | 1.                                  | Бацање копља                        | 75.14 м                             |                                     |
| 1988                                | Светско првенство за јуниоре        | Велики Садбери, Канада                  | 2.                                  | Бацање копља                        | 75.40 м                             |                                     |
| 1989                                | Универзијада                        | Дуизбург, Западна Немачка               | 1.                                  | Бацање копља                        | 85.60 м                             |                                     |
| 1989                                | Континентални куп                   | Барселона, Шпанија                      | 1.                                  | Бацање копља                        | 85.90 м                             |                                     |
| 1990                                | Игре Комонвелта                     | Окленд, Нови Зеланд                     | 1.                                  | Бацање копља                        | 86.02 м                             |                                     |
| 1990                                | Европско првенство                  | Сплит, СФР Југославија                  | 1.                                  | Бацање копља                        | 87.30 м                             |                                     |
| 1991                                | Универзијада                        | Шефилд, Уједињено Краљевство            | 1.                                  | Бацање копља                        | 87.42 м                             |                                     |
| 1991                                | Светско првенство                   | Токио, Јапан                            | 15.                                 | Бацање копља                        | 78.24 м                             |                                     |
| 1992                                | Олимпијске игре                     | Барселона, Шпанија                      | 3.                                  | Бацање копља                        | 83.38 м                             |                                     |
| 1993                                | Светско првенство                   | Штутгарт, Немачка                       | 4.                                  | Бацање копља                        | 81.80 м                             |                                     |
| 1994                                | Игре Комонвелта                     | Викторија (Британска Колумбија), Канада | 1.                                  | Бацање копља                        | 82.74 м                             |                                     |
| 1994                                | Европско првенство                  | Хелсинки, Финска                        | 1.                                  | Бацање копља                        | 85.20 м                             |                                     |
| 1994                                | Континентални куп                   | Лондон, Уједињено Краљевство            | 1.                                  | Бацање копља                        | 85.02 м                             |                                     |
| 1995                                | Светско првенство                   | Гетеборг, Шведска                       | 2.                                  | Бацање копља                        | 86.30 м                             |                                     |
| 1996                                | Олимпијске игре                     | Атланта, САД                            | 2.                                  | Бацање копља                        | 87.44 м                             |                                     |
| 1997                                | Светско првенство                   | Атина, Грчка                            | 2.                                  | Бацање копља                        | 86.80 м                             |                                     |
| 1998                                | Европско првенство                  | Будимпешта, Мађарска                    | 1.                                  | Бацање копља                        | 89.72 м                             |                                     |
| 1998                                | Континентални куп                   | Јоханесбург, Јужноафричка Република     | 1.                                  | Бацање копља                        | 88.71 м                             |                                     |
| 1998                                | Игре Комонвелта                     | Куала Лумпур, Малезија                  | 2.                                  | Бацање копља                        | 87.38 м                             |                                     |
| 1999                                | Светско првенство                   | Севиља, Шпанија                         | 8.                                  | Бацање копља                        | 83.84 м                             |                                     |
| 2000                                | Олимпијске игре                     | Сиднеј, Аустралија                      | 2.                                  | Бацање копља                        | 89.85 м                             |                                     |
| 2001                                | Светско првенство                   | Едмонтон, Канада                        | 14.                                 | Бацање копља                        | 81.50 м                             |                                     |
| 2001                                | Игре добре воље                     | Бризбејн, Аустралија                    | 4.                                  | Бацање копља                        | 83.34 м                             |                                     |
| 2002                                | Игре Комонвелта                     | Манчестер, Уједињено Краљевство         | 1.                                  | Бацање копља                        | 86.81 м                             |                                     |
| 2002                                | Европско првенство                  | Минхен, Немачка                         | 1.                                  | Бацање копља                        | 88.54 м                             |                                     |
| 2002                                | Континентални куп                   | Мадрид, Шпанија                         | 4.                                  | Бацање копља                        | 79.39 м                             |                                     |
| 2003                                | Светско првенство                   | Париз, Француска                        | 9.                                  | Бацање копља                        | 80.13 м                             |                                     |
| 2004                                | Олимпијске игре                     | Атина, Грчка                            | 4.                                  | Бацање копља                        | 84.13 м                             |                                     |